# Степанос (врач)
Степанос (арм. Ստեփանոս) — армянский врач XIII века, представитель киликийской медицинской школы, ученик Мхитара Гераци.

## Биография
Биографические данные о Степаносе хранятся как в его сочинении, так и в других армянских рукописных лекарственниках XIII—XVII веков. Был сыном известного в Киликии врачевателя, бжшкапета Аарона, у которого и получил медицинское образование. Помимо своего отца Степанос упоминает среди своих учителей основателя армянской медицинской школы Мхитара Гераци и некоего Симона. Известно, что много путешествовал, некоторое время жил на Кипре и в Тарсоне. Пытался везде использовать свои медицинские знания во благо местного населения и пополнить опыт. Написал (по собственному признанию вместе со своим братом Чошлином) обширный труд (более 900 рукописных страниц) по имени «Цагик», в котором собрал известные ему труды по клинической терапии, диагностике и фармакологии.

### «Цагик»
К началу XX века в Себастии ещё сохранялся один (к тому времени, по-видимому, единственный) рукописный экземпляр  этого труда (рукопись 1481 года), однако он был уничтожен во время геноцида армян. Эта рукопись была исследована К. Габикяном, который описал его в нескольких статьях и заметках 1906—1912 годов, а также в своей книге «Растительный мир Армении». Написан в 1232 году, на разговорном среднеармянском языке, чтобы быть понятым простому народу, как того требовал от своих последователей Мхитар Гераци. По описанию самого Степаноса, для написания книги он «вывел усреднённый вариант между Киликийской речью и Восточной речью». Содержит ссылки на утерянные труды других армянских врачевателей — Мхитара Гераци, отца Степаноса Аарона, и т.д.; кроме армянских врачей Степанос упоминает среди своих источников и древнегреческих (Гиппократ, Гален) и исламских (Разес, Абдул-Латиф, Ибн Сина). Продолжал взгляды Мхитара Гераци касательно "плесневого" начала лихорадок и строения глаза. Кроме описания Габикяна о содержании труда можно судить и по многочисленным ссылкам и отрывкам, сохранившимся в более поздних источниках — у Амирдовлата Амасиаци, Асара Себастаци и в некоторых анонимных лечебниках.

Комментарии
1. ↑  Бжшкапет (арм. բժշկապետ, дословно - глава врачей) — почётное звание и высшая учёная степень по медицине в средневековой Армении.
2. ↑  О враче Симоне почти ничего неизвестно. Очевидно был современником Мхитара Гераци. Кроме памятной записки Степаноса, об этом Симоне упоминается и в одном средневековом лечебнике (Матенадаран, рукопись № 7304), в котором ему приписывается авторство одного лекарственного средства против костных заболеваний.
3. ↑  Цагик (арм. Ծաղիկ) переводится с армянского как цветок, цветник, в данном случае слово употреблено в значении сборник, компиляция. Сам Степанос о названии пишет «… и назвали мы эту книгу „Цагик“ ибо она сорвана [как цветок] из многочисленных книг искусных врачей прошлого».
4. ↑  Карапет Габикян (1861, Себастия — 1925, Иерусалим) — армянский лингвист и этнограф.
5. ↑  Восточный край — у средневековых армянских авторов название исторических армянских областей Куро-Аракского междуречья (Сюник, Арцах, Утик, в некоторых источниках также территории современных Нахичевана и/или Лори). В XII—XIV веках "Восточный край" был одним из двух основных (наряду с Киликийским царством) центров армянской культуры.